# Vinkemolen

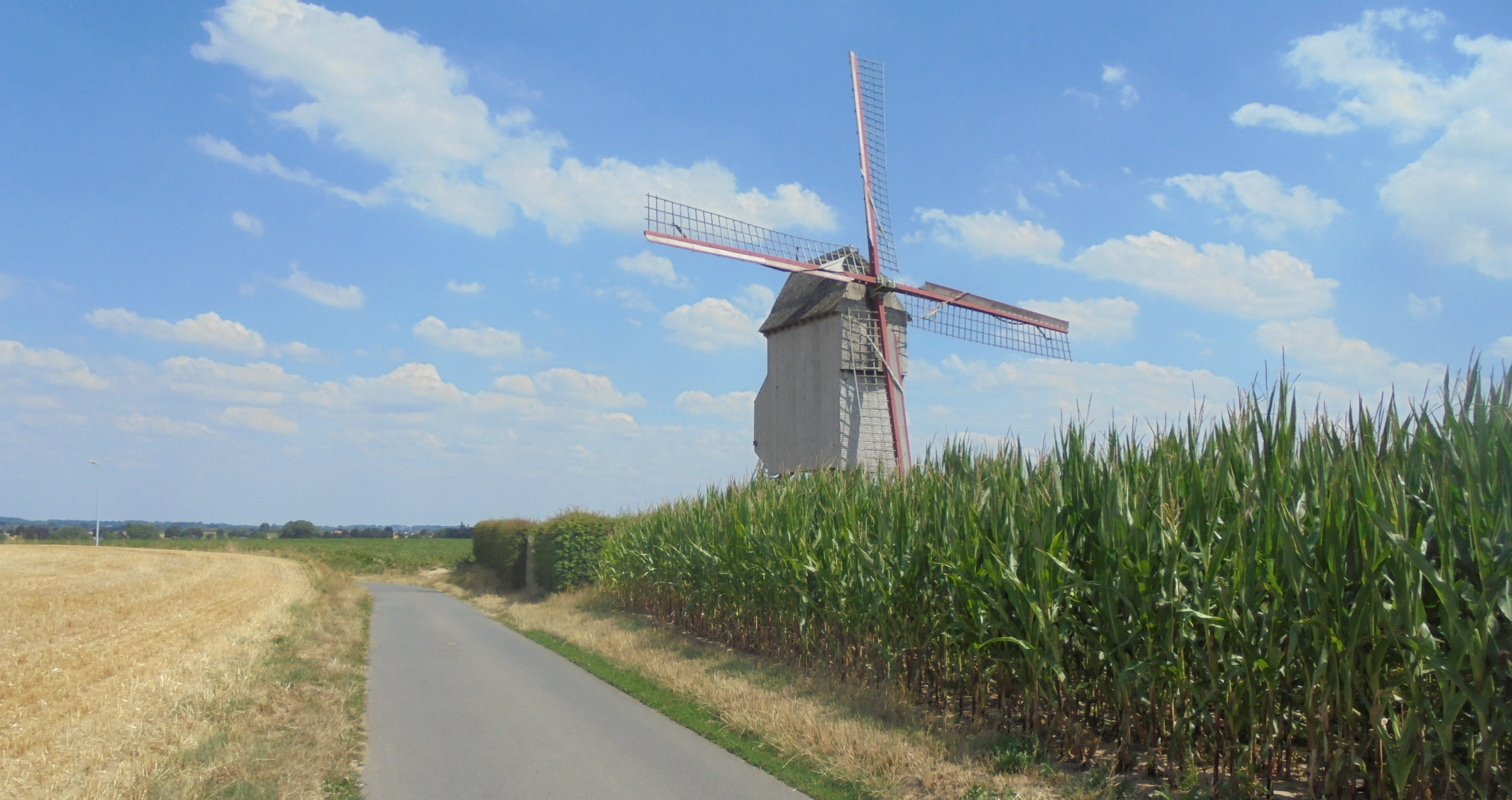
de Vinkemolen

De Vinkemolen is een standerdmolen in de Belgische deelgemeente Sint-Denijs-Boekel.
De molen stond oorspronkelijk in Oosterzele waar ze voor het eerst werd vermeld in 1586 als molen op de Vyncke. Ze werd in 1790 overgebracht naar de Geraardsbergsesteenweg, ten noorden van de Oosterzeelse dorpskom .
Tot 1956 maalde de molen. In 1968 werd de buitenkant gerestaureerd, waarbij een nieuw gelast gevlucht werd gestoken. Op 27 november 1983 waaide de molen omver; met de heropbouw bleef men dralen.
Op Franskouter werd in 2002-2003 de Vinkemolen heropgebouwd, op de plaats waar in 1946 een andere standerdmolen, de Franskouterwindmolen (16e-eeuws), was gesloopt. De inhuldiging gebeurde in augustus 2003.